# Homo in periclum simul ac venit callidus, reperire effugium quaerit alterius malo
La locuzione latina Homo in periclum simul ac venit callidus, reperire effugium quaerit alterius malo, tradotta letteralmente, significa l'uomo astuto, quando si trova in qualche pericolo, suole uscirne con danno degli altri. (Fedro)
Fedro conferma questo concetto con la favola della Volpe caduta nel pozzo, cui il Caprone dall'orlo domandò di che sapore fosse l'acqua. "Tanto dolce", rispose la Volpe, "che non riesco a saziarmene". Calatosi quello nel pozzo, la volpe, arrampicandosi sulle sue corna, riuscì a fuggire, lasciandolo sul fondo.